# Hôtel de la Marine (Nantes)
Pour l’article homonyme, voir Hôtel de la Marine.
L'hôtel de la Marine, appelé à l'origine hôtel Massion, est un hôtel particulier de style néo-classique et de style « néo-Louis-XV » bâti en 1874, situé au no 2 de la place Général-Mellinet entre le boulevard Paul-Langevin et la rue de Belleville, dans le quartier Dervallières - Zola à Nantes, en France. L'immeuble est inscrit au titre des monuments historiques en 1988 et 2011.

## Historique
L'immeuble est construit en 1874.
La résidence présente 871 m2 de surface. C'est la dernière des huit demeures construites sur la place, et elle respecte comme les sept autres le dessin imposé par les architectes Étienne Blon et Louis Amouroux en 1828. Les propriétaires successifs ont été Gustave Massion (qui a donné son nom originel au bâtiment), raffineur, les sœurs de Loynes, et Georges Hailaust. Celui-ci, négociant en bois, s'installe en 1919.
La résidence dispose d'un jardin de 4 407 m2. Il recèle une roseraie et des arbres exotiques (cèdres de l'Himalaya et de l'Atlas, tulipier de Virginie, séquoia, Magnolias) plantés entre 1874 et 1890.
Cet hôtel abrite à la fin du XXe siècle la Direction régionale des impôts.
La façade de l'Hôtel de la Marine est inscrite au titre des monuments historiques par arrêté du 24 octobre 1988, le jardin, un escalier et les salons par arrêté du 29 août 2011.
La société Akeneo (en) occupe l'Hôtel de la Marine depuis avril 2016.

## Architecture
L'hôtel est construit en granit et tuffeau.
Côté place, la façade respecte le standard établi en 1828 par les architectes Étienne Blon et Louis Amouroux. Eugène Démangeat, architecte de l'hôtel de la Marine, réalise un rez-de-chaussée à refends, contraint par le dénivellement. La façade de l'étage est percé de cinq fenêtres avec, de chaque côté, des pilastres jumelés. Le haut de la façade s'achève par un entablement de triglyphes et de métopes. Le toit est fait d'ardoise.
Côté jardin, l'architecte, libéré de la contrainte régissant les réalisations donnant sur la place, dessine une façade dans un style « néo-Louis XV ». Le premier étage est pourvu d'un balcon filant à garde-corps en fer forgé. Les fenêtres y sont agrémentées de mascarons.

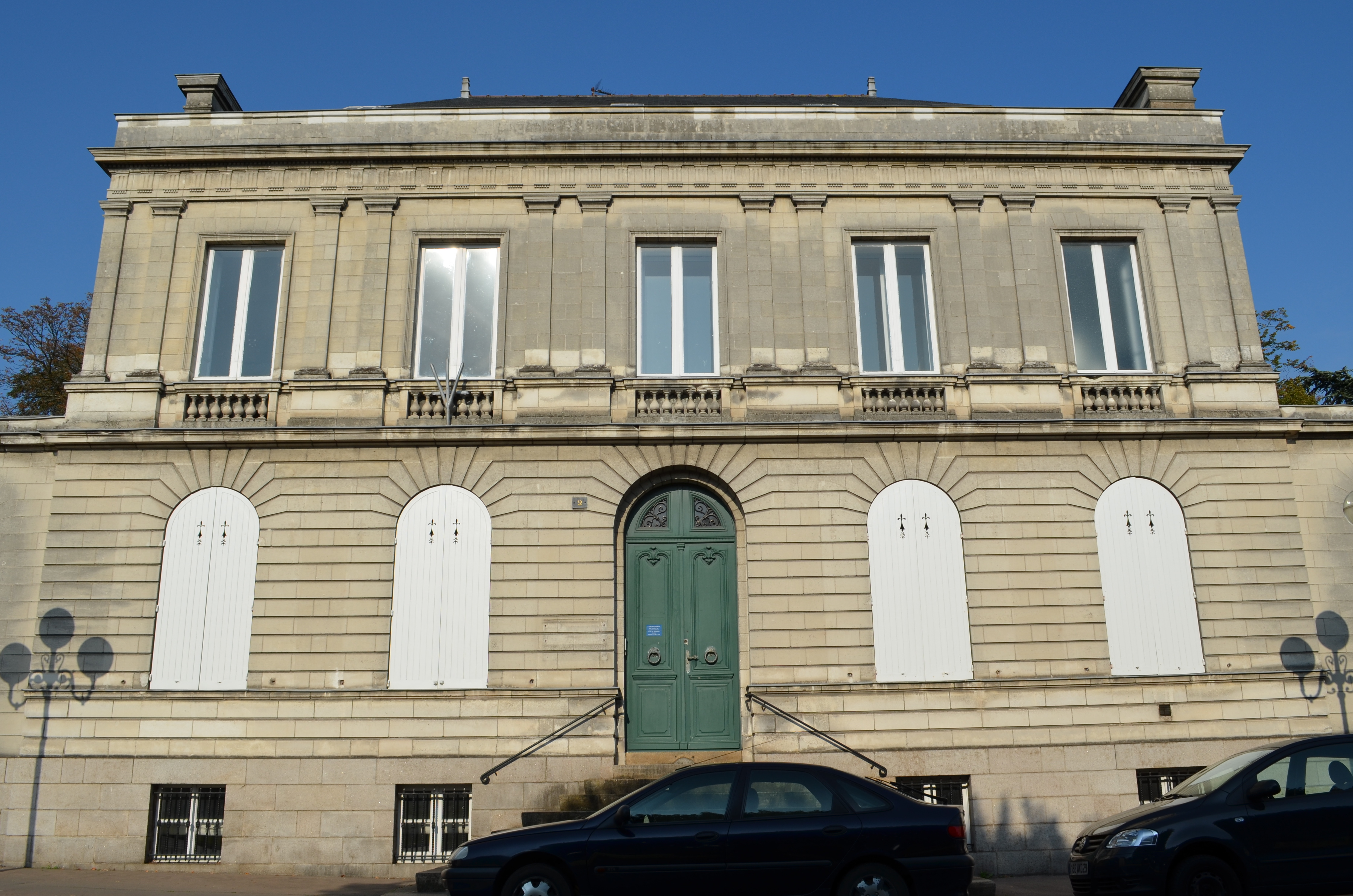
Façade donnant sur la place Mellinet.
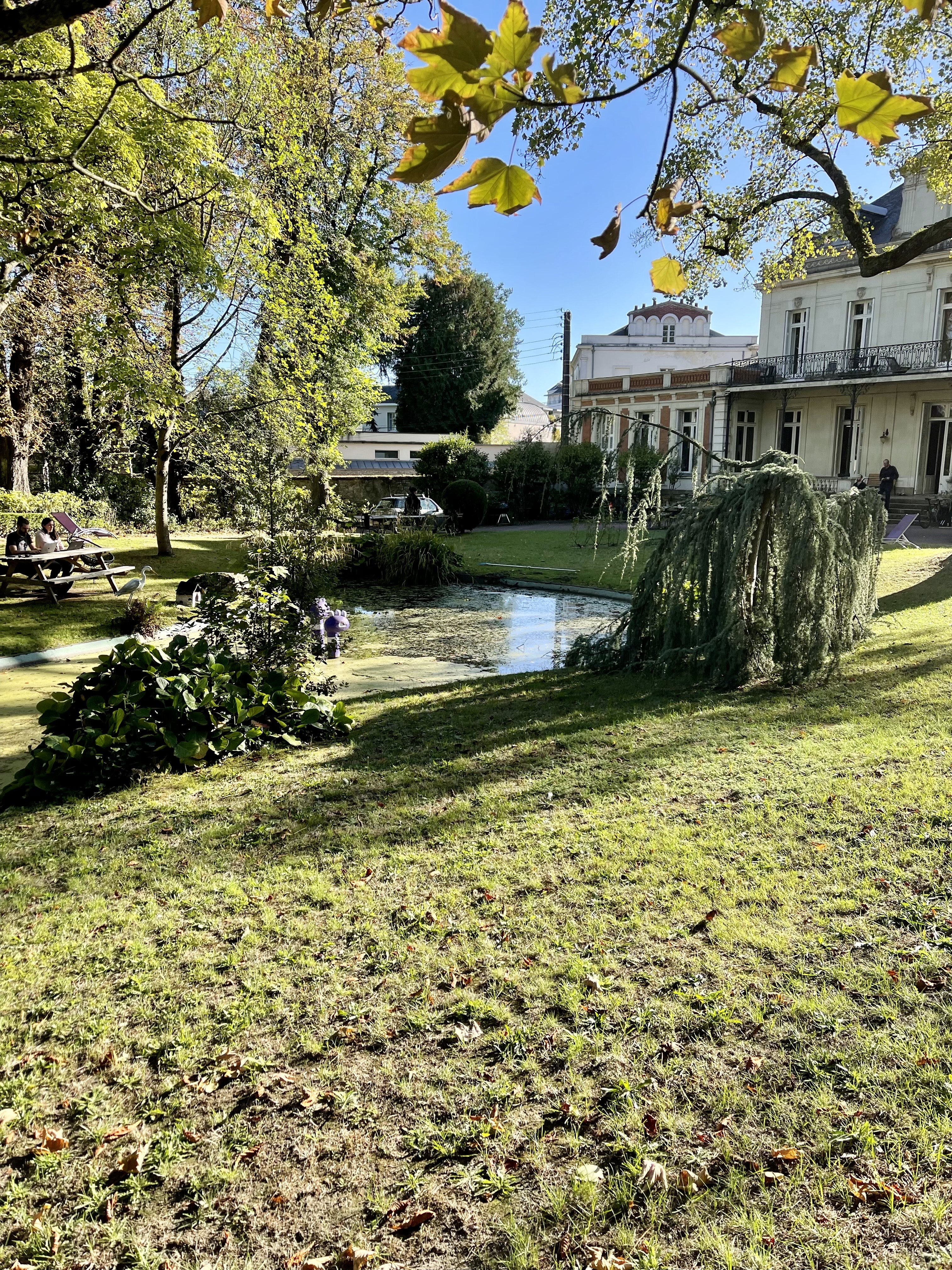
Jardin et façade arrière.